# 大沼心
大沼 心（おおぬま しん、1976年3月8日—），出身於東京都，動畫導演。

## 經歷
在千代田工科藝術專門學校畢業後，主要在參與原畫工作。後來成為自由身更參與作品演出。在一次參與新房昭之導演的作品後被對方賞識其功力，成為得力助手，還於2004年一同加入SHAFT。在SHAFT大部分製作擔任接近導演地位的系列導演，在2007年首次被提舉為導演。後來於2009年年尾決定轉往SILVER LINK.，執導作品為該社日後擴大規模奠定基礎。
作品充滿誇張風格和演出，亦喜歡在原作基礎上在改編作品大幅增加原創內容，特別在搞笑作品中，興趣比其師新房昭之更大，表現隨著經驗累積而越見穩固。近年則致力將明瞭不同風格的實力應用於戰鬥場面當中，盡量讓有關段落的作畫和演出維持高水準。

## 主要參與作品

### 電視動畫
- 魔法陣都市 （1998年，原画）
- 女惡魔人 （1998年，原画）
- 袖珍女侍小梅 （2000年，原画）
- 無敵王 （2000年，原画）
- 學園戰記 （2001年，原画）
- 青春草莓蛋 （2001年，原画）
- HELLSING （2001年，原画）
- 七人之奈奈 （2002年，原画）
- 第一神拳 （2002年，原画）
- 驚爆危機 （2002年，原画）
- 歡樂課程 （2002年，原画）
- 迷糊天使 （2002年，原画）
- 彩夢芭蕾 （2002年，原画）
- G-on少女騎士團 （2002年，原画）
- 麥穗星之夢 （2003年，演出）
- Wind -a breath of heart- （2004年，演出）
- 月詠 -MOON PHASE- （2004年，分鏡、演出、OP演出#9#14、原画）
- 嬉皮笑園 （2005年，系列導演、分鏡、演出）
- 涅吉！？ （2006年，系列導演、分鏡、演出、OP演出#13#14、ED演出）
- 向陽素描系列
  - 向陽素描（2007年，OP演出）
  - 向陽素描×365 （2008年，演出）
- ef - a fairy tale of the two.系列
  - ef - a tale of memories. （2007年，導演、分鏡、演出、第二原画、OP演出）
  - ef - a tale of melodies. （2008年，導演、分鏡、演出、OP演出）
- （2009年，系列導演、分鏡、演出、OP&ED導演）
- 夏日風暴！〜春夏冬中〜（2009年，系列導演、分鏡、演出、OP&ED分鏡．演出）
- 笨蛋，測驗，召喚獸系列
  - 笨蛋，測驗，召喚獸（2010年，導演、分鏡、演出）
  - 笨蛋，測驗，召喚獸II（2011年，導演、分鏡、演出、OP&ED分鏡）
- C3 -魔幻三次方-（2011年，導演、分鏡、演出、OP&ED分鏡）
- 黄昏少女×遺失記忆（2012年，導演、分鏡、演出）
- 心連·情結（2012年，總導演）
- 就算是哥哥，有愛就沒問題了，對吧（2012年，分鏡）
- Fate/kaleid liner 魔法少女☆伊莉雅系列
  - Fate/kaleid liner 魔法少女☆伊莉雅（2013年，導演）
  - Fate/kaleid liner 魔法少女☆伊莉雅 2wei （2014年，總導演）
  - Fate/kaleid liner 魔法少女☆伊莉雅 2wei Herz! （2015年，總導演）
  - Fate/kaleid liner 魔法少女☆伊莉雅 3rei （2016年，總導演）
- 我不受歡迎，怎麼想都是你們的錯！（2013年，導演）
- 農林（2014年，導演）
- 三坪房間的侵略者！？（2014年，導演）
- 落第騎士英雄譚（2015年，導演）
- Unhappy♪（2016年，導演）
- 無畏魔女（2016年，OP分鏡、OP演出、OP字體特效）
- 斯黛拉的魔法（2016年，分鏡）
- 如果有妹妹就好了。（2017年，導演、OP分鏡、OP演出）
- 爆肝工程師的異世界狂想曲（2018年，導演）
- Butlers～千年百年物語～（2018年，演出）
- 春原莊的管理員小姐（2018年，總導演、OP分鏡、OP演出）
- 實況主的逃脫遊戲【直播中】（2019年，導演）
- 怕痛的我，把防禦力點滿就對了（2020年，導演）
  - 怕痛的我，把防禦力點滿就對了2（2023年，導演）
- 魔王學院的不適任者～史上最強的魔王始祖，轉生就讀子孫們的學校～（2020年，總導演）
  - 魔王學院的不適任者II～史上最強的魔王始祖，轉生就讀子孫們的學校～（2023年—2024年，總導演）
- 這是妳與我的最後戰場，或是開創世界的聖戰（2020年，導演）
- 狂熱深淵 迷失的孩子（2021年，導演）
- 狩龍人拉格納（2023年，OP分鏡）
- Princession Orchestra（2025年，導演）

### OVA
- 兵蜂PARADISE（1999年，原画）
- 清純看護学院  （2003年/18禁，演出）
- 永恒戀曲 〜Sweet Songs Forever〜 3巻 （2003年，分鏡、演出、原画）
- 夏色的砂時計 （2004年，分鏡・演出）
- 涅吉!?春 （2006年，導演、演出）
- 涅吉!?夏 （2006年，導演、OP演出、ED演出）
- 魔法先生涅吉！ ～白之翼～（2008年，ED演出）
- 笨蛋，測驗，召喚獸〜祭〜（2011年，導演）
- 政宗君的復仇（2018年，演出）

### 遊戲
- ef - the latter tale （2008年，尾聲動畫導演）

### 劇場版
- 劇場版 Fate/kaleid liner 魔法少女☆伊莉雅 雪下的誓言（2017年，導演）